# Safran (épice)
Vous lisez un « bon article » labellisé en 2007.
Pour les articles homonymes, voir Safran.
Le safran est un produit agricole classé dans la famille des épices. Il est obtenu par la culture de Crocus sativus L. (Iridacée) et par prélèvement et déshydratation des trois stigmates rouges (extrémités distales des carpelles de la plante), dont la longueur varie généralement entre 2,5 et 3,2 cm.
Le style et les stigmates sont souvent utilisés en cuisine, comme assaisonnement ou comme agent colorant. Le safran, appelé parfois « or rouge », est l'épice la plus laborieuse à produire au monde et donc de haute valeur,,. Il est originaire de Crète, puis s'est répandu au Moyen-Orient,. Il a été cultivé pour la première fois dans les provinces grecques, par la civilisation minoenne, il y a plus de 35 siècles.
Le safran est caractérisé par un goût amer et un parfum proche de l'iodoforme ou du foin, causé par la picrocrocine et le safranal,. Il contient également un caroténoïde, la crocine, qui donne une couleur jaune-or aux plats contenant du safran. Ces caractéristiques font du safran un condiment fortement prisé pour de nombreuses spécialités culinaires dans le monde entier, notamment dans la cuisine iranienne. Le safran possède également des applications médicales.

## Étymologie
Le mot « safran » est un emprunt au latin médiéval safranum, aussi ancêtre du portugais açafrão, de l'italien zafferano et de l'espagnol azafrán, issu de l’arabe zaʿfarān (زَعْفَرَان), « safran, crocus à safran », peut-être croisé avec aṣfar (أَصْفَر), « jaune », lui-même du persan zarparān (zar-parân زرپران), proprement « à plumes dorées », composé de zar (زر), « or » et par (پر), « plume ».

## Botanique
| Morphologie de Crocus Sativus                                              |                                     |
| Crocus sativus illustration botanique du Kohler's Medicinal Plants (1887). |                                     |
|                                                                            | → Stigmates (extrémités du pistil). |
|                                                                            | → Étamines (organes mâles).         |
|                                                                            | → Corolle (ensemble des tépales).   |
|                                                                            | → Corme (organe de réserve).        |

Le crocus domestique C. sativus L. est une plante vivace à floraison automnale, inexistante à l'état sauvage. Il appartient à la section « Crocus », série « Crocus » du genre, dans laquelle série se trouvent trois groupes de crocus à safran (9 espèces).
Le mot « crocus » est la transcription latine du grec ancien κρόκος / krókos qui signifie exactement « safran » depuis l'Antiquité et désignait à l’origine les stigmates de la plante. Selon les recherches botaniques, le safran serait originaire de Crète, et non d'Asie centrale, comme on le croyait autrefois. Le Crocus sativus résulterait d'une sélection intensive de Crocus cartwrightianus, un crocus à floraison automnale, originaire de l'est de la Méditerranée par les producteurs, qui désiraient de plus longs stigmates.
La relation phylogénétique entre Crocus sativus (un triploïde stérile) et Crocus cartwrightianus (diploïde) est évidente. Il n'est cependant pas formellement établi si d'autres espèces ont participé à d'anciennes hybridations qui ont abouti au Crocus sativus. L'analyse de l'ADN nucléaire de Crocus sativus confirme que Crocus cartwrightianus est l'ancêtre le plus vraisemblable du safran. D'autres espèces apparentées, notamment Crocus thomasii et Crocus pallasii, sont cependant aussi des ancêtres potentiels. Le safran a un pollen stérile, mais s'il est pollinisé par Crocus cartwrightianus ou Crocus thomasii, il produira des graines,. Comme les fleurs du safran ne produisent pas de graines viables, la plante est dépendante de l'homme pour sa reproduction.
Les cormes du Crocus sativus sont de petits globules bruns, d'environ 4,5 cm de diamètre, enveloppés dans une natte dense de fibres parallèles. Les cormes, qui ne survivent qu'une saison, doivent être divisés manuellement et cassés, puis replantés. Ils fourniront ainsi jusqu'à dix caïeux, qui produiront de nouvelles plantes.

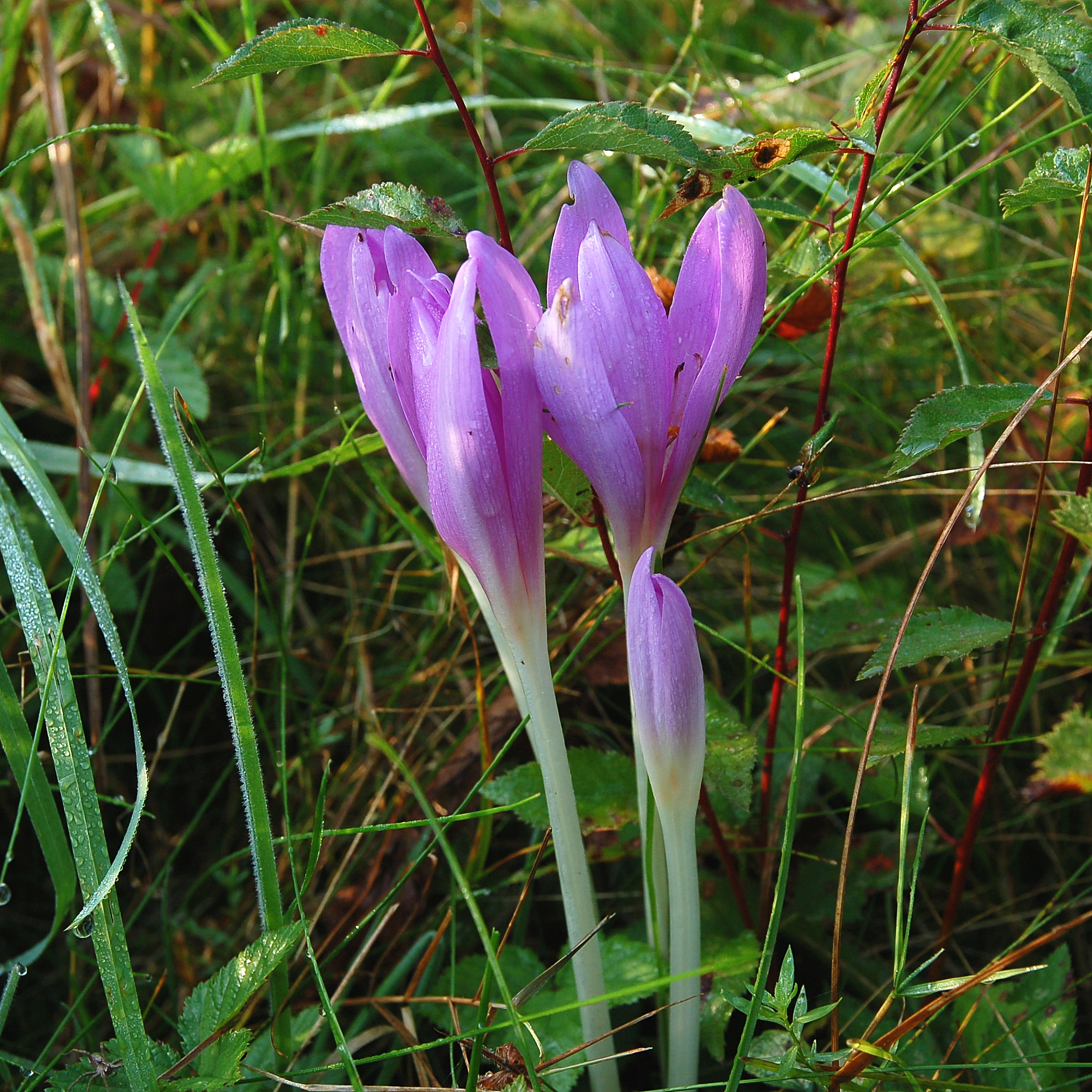
Le colchique d'automne (Colchicum autumnale), une fleur ressemblante, mais quant à elle toxique.

Après une période de repos en été, appelée estivation, cinq à onze fines feuilles vertes verticales, pouvant atteindre jusqu'à 40 cm de long, émergent du sol. En automne, des bourgeons pourpres apparaissent. C'est seulement en octobre, après que la plupart des autres plantes à fleurs ont relâché leurs graines, que Crocus sativus développe ses fleurs colorées, allant d'un léger lilas pastel à un mauve plus foncé et strié. Durant la floraison, le safran mesure un peu moins de 30 cm de haut. Dans chaque fleur, on trouve un style présentant trois fourches, chacune se terminant par un stigmate cramoisi de 25 à 30 mm de long.
La fleur ressemble beaucoup à une plante non apparentée, le colchique d'automne. Celui-ci, également violet, est une plante toxique qui contient un poison dangereux, la colchicine, un antimitotique utilisé dans le traitement de la goutte.

## Culture
Crocus sativus prospère dans les climats semblables à celui des maquis méditerranéens ou du chaparral nord-américain, où les brises sèches et chaudes d'été soufflent au-dessus de terres semi-arides, voire arides. Néanmoins, la plante peut tolérer des hivers rigoureux, survivant sans problème dans des régions où la température hivernale descend couramment à −10 °C et les feuilles supportent de courtes périodes sous la neige,. De même, s'il ne pousse pas dans un environnement humide, comme au Cachemire, où les précipitations atteignent 1 000 à 1 500 mm par an, le safran nécessite d'être irrigué. C'est particulièrement vrai en Grèce (500 mm par an) et en Espagne (400 mm par an).
La fréquence des précipitations est également un élément clé : des pluies printanières généreuses, suivies d'étés plutôt secs, sont idéales. De plus, les précipitations tout juste antérieures à la floraison augmentent les productions de safran ; néanmoins, les temps froids ou pluvieux durant la floraison favorisent les maladies, réduisant ainsi la production. Un climat constamment humide et chaud nuit également aux rendements.

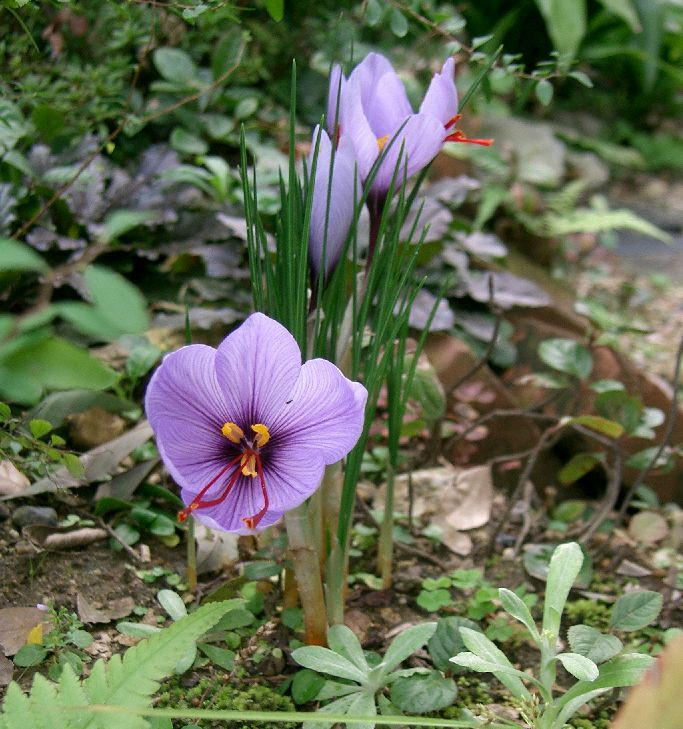
Safrans en fleurs dans un jardin dans la préfecture d'Ōsaka (大阪府), Kansai, Honshū (Japon).

Le safran pousse idéalement s'il est exposé directement à la lumière du Soleil, et s'accommode mal à l'ombre. Ainsi, les meilleurs rendements sont obtenus pour les plantations exposées face au Soleil (par exemple vers le sud dans l'hémisphère nord), maximisant l'exposition à la lumière. Dans l'hémisphère nord, la plantation a souvent lieu en juin, les cormes étant enterrés entre 7 et 15 cm de profondeur. La profondeur et l'espacement, en corrélation avec le climat, sont deux facteurs critiques ayant un impact sur le rendement des plantes.
Ainsi, les cormes plantés les plus profondément fournissent un safran de plus haute qualité, bien qu'ils produisent moins de bourgeons et de cormes fils. Sachant cela, les producteurs italiens ont déduit qu'une profondeur de 15 cm et un espacement de 2 à 3 cm entre les cormes favorisent le rendement en stigmates, tandis que les profondeurs de 8 à 10 cm optimisent la production de fleurs et de cormes. Les producteurs grecs, marocains et espagnols ont adapté la profondeur et l'espacement des plantations en fonction de leur propre climat.
Le safran préfère les sols argilo-calcaires friables, lâches, à basse densité, bien arrosés et drainés, ainsi qu'une forte teneur en matière organique. Cependant, comme n'importe quel crocus de jardin, il s’accommode aussi des sols légèrement acides, supportant sans difficulté jusqu'à un pH de 6. On utilise traditionnellement des parterres surélevés pour favoriser un bon drainage. D'un point de vue historique, les sols étaient enrichis par l'application de près de 20 à 30 tonnes d'engrais organiques par hectare de terres. Après quoi, et sans ajout supplémentaire d'amendement, les cormes étaient plantés.
Après une période de dormance durant l'été, les cormes envoient leurs feuilles étroites et commencent à bourgeonner dès le début de l'automne. Mais c'est seulement au milieu de celui-ci que la plante commence à fleurir. La moisson des fleurs doit être très rapide : après leur floraison à l'aube, les fleurs fanent rapidement durant la journée. En outre, le safran fleurit dans une étroite fenêtre d'une à deux semaines. Il faut approximativement 150 fleurs pour obtenir 1 g de safran sec. Pour produire 12 g de safran séché (72 g avant séchage), il faut près de 1 kg de fleurs. En moyenne, une fleur fraîchement coupée fournit 0,03 g de safran frais, ou 0,007 g de safran sec.

### Parasites et maladies
De nombreux ravageurs (mammifères, insectes, acariens, vers, et mollusques) et agents infectieux (champignons, bactéries, virus) sont susceptibles d'affecter le crocus à safran. Parmi les ravageurs, on trouve entre autres le campagnol, le sanglier, les taupins, la larve du hanneton, ainsi que les limaces et les escargots. Parmi les maladies fongiques, la pourriture grise (causée par les champignons du genre Botrytis), la fusariose vasculaire (Fusarium oxysporum), la moisissure verte (Penicillium), la pourriture des racines (Pythium), la pourriture violette (Rhizoctonia), la pourriture cotonneuse (Athelia), et la pourriture sèche (Stromatinia), sont les plus fréquentes. Les parasites comme les nématodes, la rouille des feuilles et le pourrissement du corme peuvent également poser problème.
Mais les ennemis les plus redoutables pour le safran sont certainement les rongeurs. Les campagnols exploitent les galeries creusées par les taupes (qui ne nuisent pas à la culture) et dévorent les cormes. Une production entière peut être anéantie par ces rongeurs qui sont d'une voracité redoutable. Il est de plus difficile, voire inefficace, d'intervenir en curatif. Pour éviter toute attaque, il est important de planter la safranière loin du potager si celui-ci est affecté. De plus, il est utile de labourer autour de la parcelle car cela détruit les éventuelles galeries. Enfin, planter des bulbeuses répulsives autour de la safranière, telles que le narcisse, peut s'avérer utile pour freiner l'arrivée du ravageur.

## Cultivars

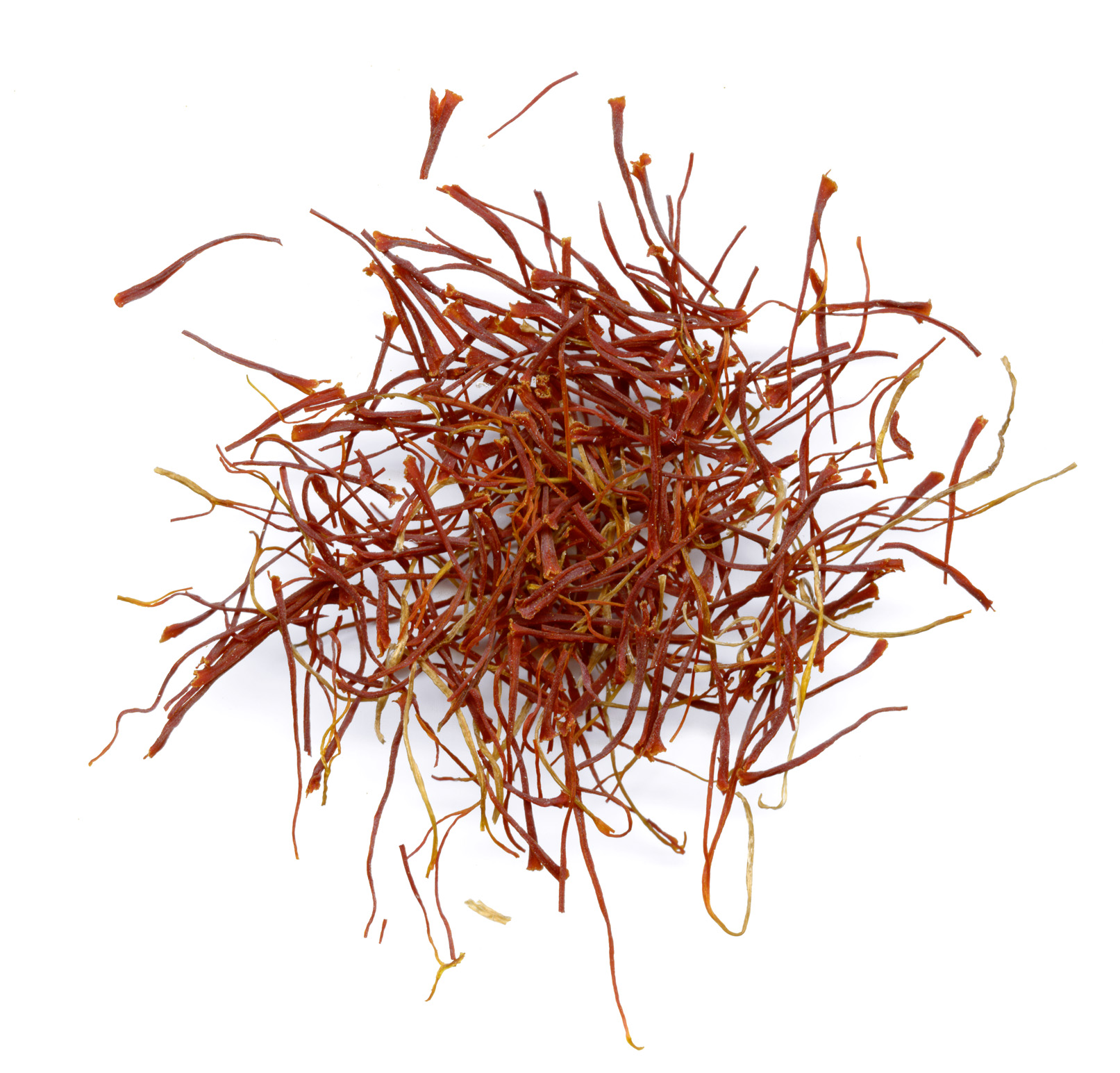
Safran iranien.

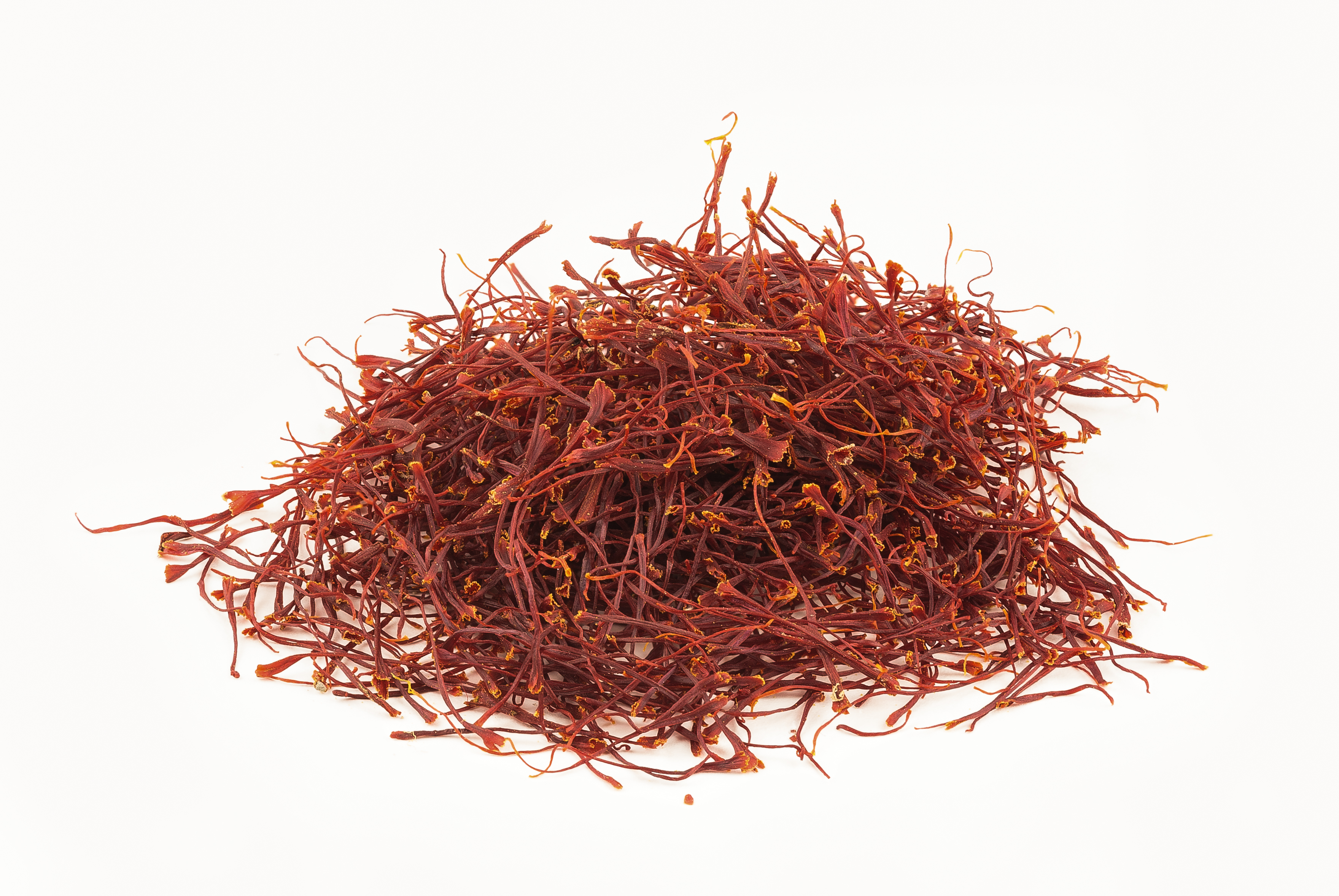
Safran de première qualité en Autriche.

Plusieurs cultivars du safran sont cultivés dans le monde. En Europe, au moins 3 souches existeraient, se distinguant sur la base de critères morphologiques. Les variétés espagnoles, incluant les noms commerciaux Spanish Superior et Creme, sont évaluées par des normes gouvernementales et présentent généralement une couleur, un arôme et un parfum plus doux. Les variétés italiennes sont plus puissantes, alors que les variétés les plus intenses sont originaires de Macédoine grecque, d'Iran ou d'Inde. Près de Kozani, en Grèce, la culture du safran occupe plusieurs centaines d’hectares. Les Occidentaux doivent faire face à d'importants obstacles pour obtenir du safran indien, le pays ayant en effet interdit l'exportation des safrans de meilleure qualité. Hormis ces dernières, d'autres variétés commerciales sont disponibles, provenant de Nouvelle-Zélande, de France, de Suisse, d'Angleterre, des États-Unis, ou d'autres pays. Aux États-Unis, le Pennsylvania Dutch Saffron, connu pour ses notes terreuses, est vendu en petite quantité,.
Les consommateurs considèrent certains cultivars comme de qualité « supérieure ». Le safran de l'Aquila (it) (zafferano dell'Aquila) — présentant une concentration élevée en safranal et en crocine, une forme particulière, un arôme exceptionnellement piquant et une couleur intense — est cultivé exclusivement sur huit hectares de la vallée de Navelli dans la région italienne des Abruzzes, près de L'Aquila. Il a été introduit pour la première fois en Italie au XIIIe siècle par Domenico Santucci, un moine dominicain membre de l'Inquisition. Mais, en Italie, la plus grande exploitation agricole dévolue au safran, par la quantité et la qualité, se trouve à San Gavino Monreale en Sardaigne. Le safran y est cultivé sur 40 hectares, représentant près de 60 % de la production italienne ; il contient également d'importantes concentrations en crocine, en picrocrocine et en safranal. Les variétés Mongra ou Lacha du Cachemire (Crocus sativus 'Cashmirianus') sont de loin les plus difficiles à obtenir. Les sécheresses répétées, la rouille et les mauvaises récoltes au Cachemire, combinées avec une interdiction d'exportation imposée par l'Inde, contribuent à leur prix élevé. Le safran du Cachemire est reconnaissable par sa couleur marron-pourpre intense, parmi les plus foncées au monde, ce qui confère à cette variété un puissant parfum, arôme et pouvoir colorant. Enfin, des safrans au parfum subtil, le safran du Quercy cultivé depuis le XIIe siècle et celui de Mund en Suisse produit depuis le XIVe siècle dans cette région du canton du Valais.

## Chimie
| Composition chimique du safran |           |
| Composant                      | Masse (%) |
| glucides                       | 12,0–15,0 |
| eau                            | 9,0–14,0  |
| polypeptides                   | 11,0–13,0 |
| cellulose                      | 4,0–7,0   |
| lipides                        | 3,0–8,0   |
| minéraux                       | 1,0–1,5   |
| divers non-azotés              | 40,0      |
| Source : Dharmananda (2005)    |           |

Le safran possède une chimie très complexe avec une centaine de composés identifiés à ce jour, et peut-être jusqu'à 150 composés volatils et non-volatils. La plupart des composés aromatiques du safran dérivent de caroténoïdes, incluant la zéaxanthine, le lycopène, ainsi que des α- et β-carotènes. Cependant, la couleur jaune-orange d'or du safran est principalement due à l'α-crocine. Cette crocine est un ester di-(β-D-gentiobiosyl) trans-crocétine (nomenclature IUPAC : acide 8,8-diapo-8,8-caroténoïque). Cela signifie que la crocine à l'origine de l'arôme du safran est un ester digentiobiose de la crocétine, un caroténoïde. Les crocines elles-mêmes sont une série de caroténoïdes hydrophiles, qui sont soit des esters polyènes monoglycosylés ou diglycosylés de la crocétine. La crocétine est un polyène de diacide carboxylique conjugué hydrophobe, et donc liposoluble. L'estérification de la crocétine avec deux gentiobioses (des sucres hydrosolubles) donne un produit hydrosoluble. L'α-crocine en résultant est un pigment caroténoïde compris à hauteur de 10 % dans la masse de safran frais. Les deux gentiobioses estérifiées font de l'α-crocine un colorant idéal pour tous les aliments non gras basés sur l'eau, comme les plats à base de riz.
L'arôme amer du safran est dû à un hétéroside, la picrocrocine (formule chimique : C16H26O7 ; nomenclature IUPAC : 4-(β-D-glucopyranosyloxy)-2,6,6- triméthylcyclohex-1-ène-1-carboxaldéhyde). Elle est formée par l'union d'un aldéhyde connu comme étant le safranal (nomenclature IUPAC : 2,6,6-triméthylcyclohexa-1,3-dièn-1- carboxaldéhyde) et d'un glucide. Elle possède des propriétés insecticides et pesticides, et est présente à hauteur d'environ 4 % dans le safran sec. De manière significative, la picrocrocine est une version tronquée (produite via un clivage oxydatif) d'un caroténoïde, la zéaxanthine et est le glycoside du safranal (terpène aldéhydique). La zéaxanthine est, par ailleurs, l'un des caroténoïdes naturellement présent dans la rétine de l'œil humain.
Quand le safran est séché après sa récolte, la chaleur, combinée à l'action enzymatique, coupe la molécule de picrocrocine pour donner du D-glucose et une molécule de safranal libre. Le safranal, une huile volatile, donne au safran la plus grande part de son arôme,. Le safranal est moins amer que la picrocrocine et compose près de 70 % de la fraction volatile du safran sec dans certains échantillons. Le second élément fondamental à l'origine de l'arôme du safran est le 2-hydroxy-4,4,6-triméthyl-2,5-cyclohexadièn-1-one, dont le parfum a été décrit comme « safran, foin sec ». Les chimistes établirent qu'il est le plus puissant responsable du parfum du safran, en dépit de sa faible présence comparée au safranal. Le safran séché est extrêmement sensible aux fluctuations du niveau de pH, et ses éléments chimiques se décomposent rapidement en présence de lumière et d'agents oxydants. C'est pourquoi il doit être stocké dans un récipient hermétique pour minimiser les contacts avec l'oxygène atmosphérique. Le safran est légèrement plus résistant à la chaleur.

## Histoire

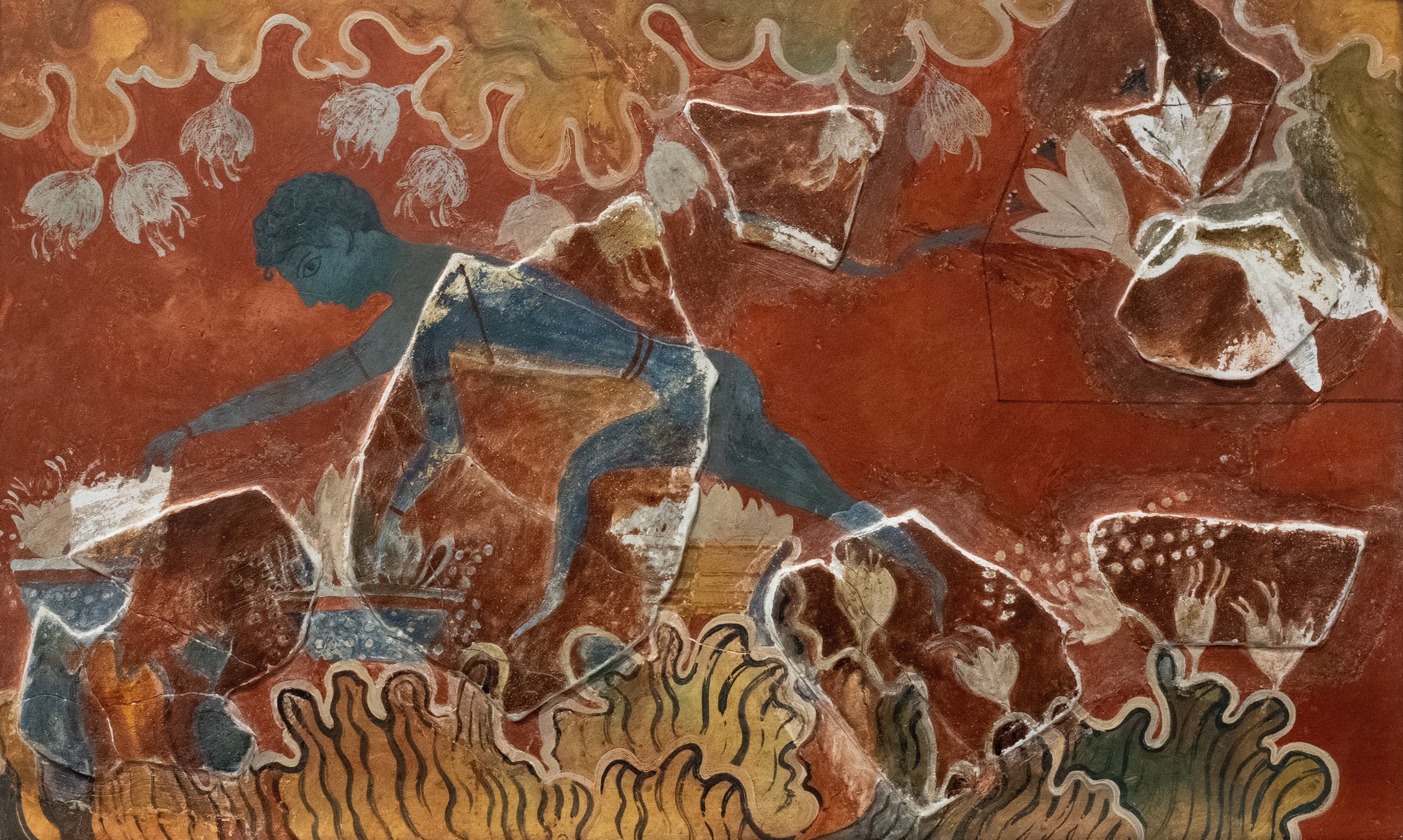
Cette ancienne fresque minoenne de Knossos (Crète, 2700 à 1200 av. J.-C.) représente un homme (au corps bleu, marchant le dos voûté) récoltant les fleurs de safran.

Le safran est une épice européenne, puisque le berceau géographique du Crocus sativus et de son ancêtre, le Crocus cartwrightianus est la Grèce. Il se serait ensuite répandu sur tout le pourtour méditerranéen, dans le sillage des empires qui se sont succédé avant l'Empire romain.
On a longtemps considéré, à tort, que le safran était originaire du Moyen-Orient,, et peut-être d'abord cultivé au Cachemire. En réalité, il est présent dans de nombreuses cultures, continents et civilisations et son histoire dans la culture et les coutumes humaines remonte à au moins 5 000 ans. L’empereur chinois Chen Nong le mentionne pour ses propriétés médicinales dans son recueil, Shennong bencao jing, daté de 2700 av. J.-C. Il fait partie des quelque 500 substances citées par le papyrus Ebers, un ensemble de papyrus médicaux égyptiens rédigés vers 1550 av. J.-C.. Il est répertorié dans une référence botanique assyrienne du VIIe siècle av. J.-C., rédigée sous Assurbanipal. Pline l’Ancien cite nombre de ses propriétés thérapeutiques. Il a été utilisé dans le traitement d'environ 90 maladies.
Le précurseur sauvage présumé du safran domestique (Crocus sativus) est Crocus cartwrightianus. Ce dernier était vraisemblablement l'espèce cultivée pour la production du safran dans la Grèce minoenne, puisque les fresques qui nous sont parvenues montrent aussi des crocus à safran avec des fleurs blanches, comme il en apparaît parfois dans cette espèce. Ainsi, le terme « safran » utilisé pour désigner l'épice pouvait-il, dans le passé, faire référence à un produit identique, mais issu d'espèces de crocus à safran différentes de celle exploitée aujourd'hui. Les cultivateurs orientèrent sa production vers la sélection de spécimens possédant les plus longs stigmates. Ainsi émergea dans la Crète de l'âge du bronze tardif un mutant provenant de C. cartwrightianus, C. sativus. Il n'est toutefois pas formellement établi si d'autres espèces, notamment Crocus thomasii et Crocus pallasii, ont participé à des hybridations qui ont finalement abouti au Crocus sativus,. Quoi qu'il en soit, il s'est lentement propagé à travers l'Eurasie, atteignant plus tard l'Afrique du Nord, l'Amérique du Nord et l'Océanie.
La France a été pendant plus de cinq cents ans un important producteur de safran, réputé pour sa qualité notamment dans le Quercy et en Gâtinais (correspondant surtout aux actuels départements numérotés 46 et 45) comme dans le bourg de Boynes, capitale mondiale du safran qui en a de fait régi les prix avec le marché de Pithiviers pendant environ 300 ans, en produisait 30 tonnes (soit 120 à 180 millions de fleurs,) en 1789, et encore 10 tonnes en 1869.
La date du 2 vendémiaire du calendrier révolutionnaire et républicain français, en vigueur de 1792 à 1808, est alors désignée comme « jour du safran », correspondant généralement à chaque 23 septembre du calendrier grégorien, période la plus fréquente pour l'apparition de ses premières fleurs,.

## Production, commerce et usage

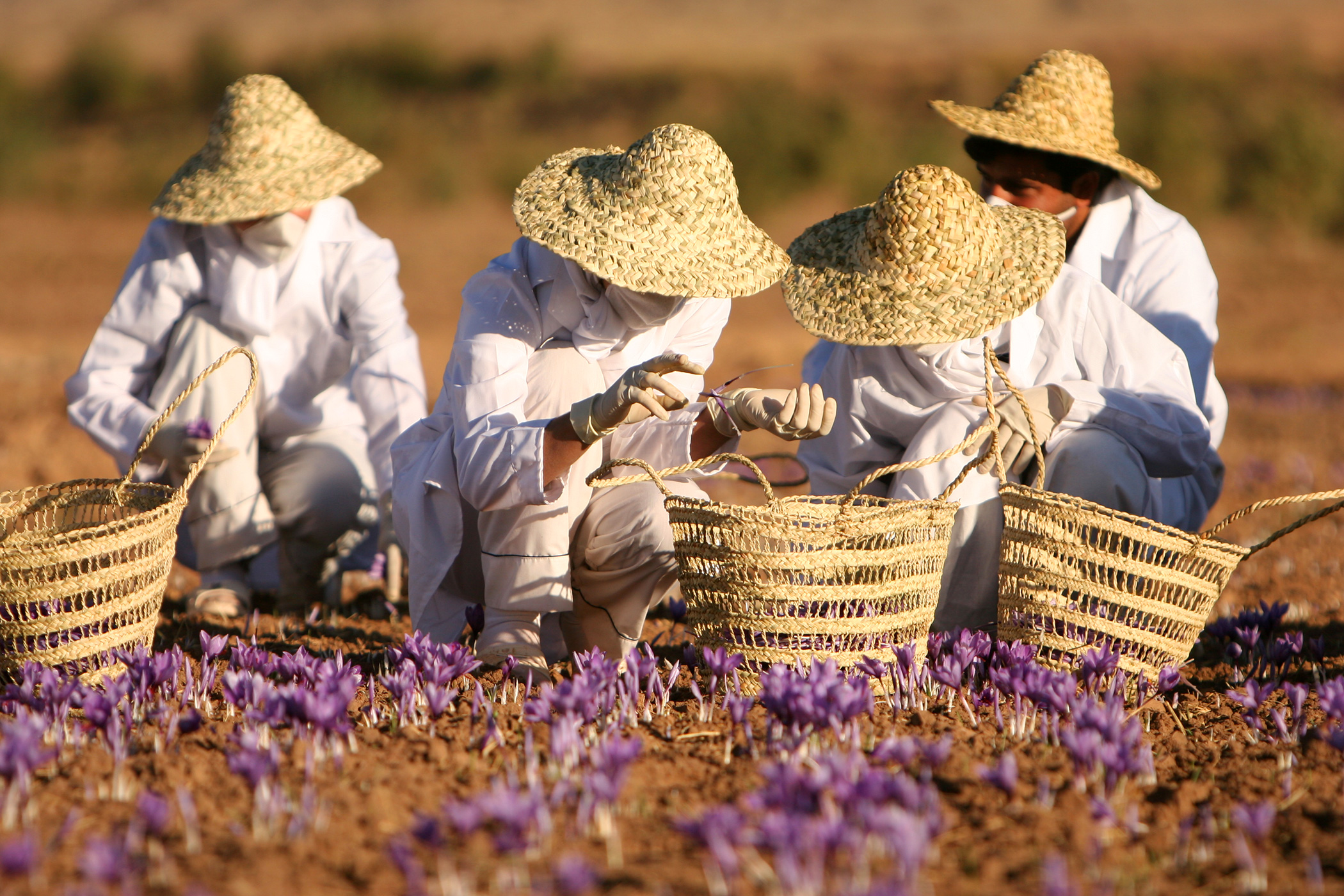
Récolte journalière des crocus au petit matin par des paysans de la province de Khorasan-e Razavi en Iran.

Avec son goût amer, son parfum de foin et ses notes légèrement métalliques, le safran a été utilisé comme assaisonnement, parfum, teinture et médicament. De l'Antiquité à l'époque actuelle, et partout autour du monde, la plus grande partie du safran produit par les agriculteurs était et est toujours utilisée en cuisine, les traditions culinaires suivant l'expansion de la culture en Afrique, en Asie, en Europe, et en Amérique. D'un point de vue médical, le safran était autrefois utilisé pour traiter un large éventail de maux, aussi divers que la variole, la peste bubonique ou encore les indigestions. Actuellement, plusieurs essais cliniques démontrent le potentiel du safran en tant qu'agent antioxydant et comme anticancéreux,. Le safran a également été employé pour colorer des textiles et d'autres objets, la plupart d'entre eux porteurs d'une signification religieuse ou hiérarchique.

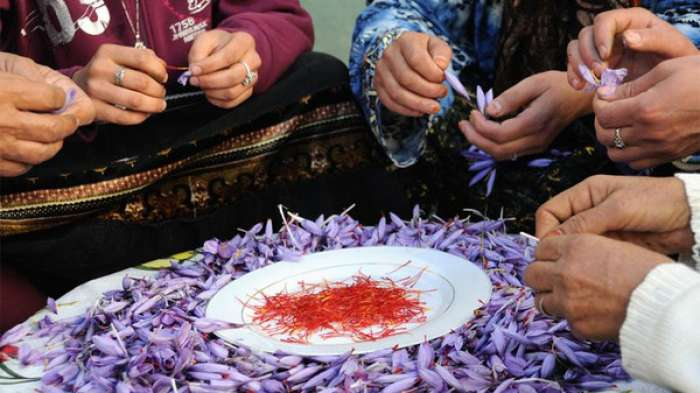
Extraction à la main du safran.

Les cultures de crocus à safran, tout comme à ses débuts, restent principalement cantonnées dans une large bande d'Eurasie, allant de la mer Méditerranée jusqu'au Cachemire, dans le sud-ouest, et en Chine, dans le nord-est. Les principaux pays producteurs de safran dans le monde sont l'Iran, l'Inde, la Grèce, l'Afghanistan, le Maroc et l'Espagne. Ces dernières années, cette mise en culture a aussi gagné la Nouvelle-Zélande, l'Australie ou encore la Californie.

### Production et commerce actuels
La plus grande part de la production mondiale, qui s'élève à environ 300 tonnes par an (chiffre incluant le safran sous forme de poudres et de stigmates), provient d'une large ceinture s'étendant de la mer Méditerranée jusqu'au Cachemire occidental, à l'est. Tous les continents hors de cette zone, hormis l'Antarctique, en produisent un peu. L'Iran reste le plus gros exportateur mondial, avec près de 100 tonnes par année, principalement vers les Émirats arabes unis et l'Espagne. Une étude effectuée par FrancAgriMer en 2013 parle d'un recul régulier de la production en Espagne qui est passée de 35,5 tonnes en 1986 à 1 tonne en 2003 correspondant à 200 hectares, alors que la consommation annuelle serait de 20 tonnes par an. Le ministère de l'agriculture marocain a annoncé qu'entre 2008 et 2019, la superficie de ses cultures de safran s'est multipliée par trois et que sa production a été multipliée par 4,3. L'Afghanistan se profile comme un nouveau concurrent sérieux : ses exportations ont septuplé entre 2011 et 2016.
| Pays                | Exportations (k$) | Exportations (%) | Importations (k$) | Importations (%) |
| ------------------- | ----------------- | ---------------- | ----------------- | ---------------- |
| Iran                | 102 000           | 44,5             | 183               | 0,1              |
| Espagne             | 49 800            | 21,8             | 34 100            | 14,9             |
| Afghanistan         | 28 900            | 12,6             | 28                | 0,0              |
| Chine               | 5 730             | 2,5              | 4 000             | 1,8              |
| Hong Kong           | 5 480             | 2,4              | 33 600            | 14,7             |
| Arabie saoudite     | 25                | 0,0              | 19 800            | 8,7              |
| Émirats arabes unis | 1 580             | 1,0              | 18 600            | 8,1              |
| Inde                | 1 270             | 0,8              | 18 300            | 8,0              |

En dépit de nombreux efforts de pays comme l'Autriche, l'Angleterre, l'Allemagne ou la Suisse, seules quelques régions continuent l'exploitation des crocus à safran en Europe du Nord et centrale. Parmi ces derniers, dans le Quercy (pays à cheval sur les départements du Lot et de l'Aveyron parmi les plus anciens dans la production de safran), un groupement d'agriculteurs produisent environ 8 kg par an d'un safran réputé pour sa qualité. Il est compliqué d’estimer la quantité totale de safran produit en France car il y a sans cesse des exploitations qui ferment et d’autres qui se créent mais on estime que la France produit environ une centaine de kilos de safran. Le petit musée du safran à Saint-Cirq-Lapopie explique l'histoire de cette épice. Également, des agriculteurs du village suisse de Mund, dans le canton du Valais, produisent, depuis le XIVe siècle, de 2 à 4 kg par an, ; l'appellation d'origine « safran de Mund » est préservée via une AOP suisse depuis 2004,. Il se trouve également quelques petites fermes en Tasmanie, Chine, Égypte, France, Israël, Mexique, Nouvelle-Zélande ou en Turquie, en particulier dans la région de Safranbolu, une ville qui tire son nom de l'épice, mais aussi en Californie et en Afrique centrale,.
Le prix élevé du safran s'explique par la pénibilité et le temps nécessaire à sa récolte et au tri, qui s'effectue manuellement, d'un grand nombre de petits stigmates, seules parties de la fleur à posséder les propriétés aromatiques désirées. De plus, un très grand nombre de fleurs doivent être manipulées pour obtenir finalement une quantité commerciale de safran : une livre (0,45 kg) de safran sec exige la récolte de près de 50 000 à 75 000 fleurs, soit une surface de culture minimum équivalente à celle de 2/3 d'un hectare.
Ceci dépend de la taille moyenne des stigmates de chaque cultivar mis en culture. Les fleurs elles-mêmes et leur courte période de floraison constituent également une contrainte. Les 150 000 fleurs nécessaires pour obtenir 1 kg de safran sec nécessitent près de 40 heures de travail intense pour lequel toute la famille est mise à contribution. Au Cachemire, par exemple, des milliers de paysans doivent travailler sans relâche jour et nuit pendant une à deux semaines.
Après leur prélèvement, les stigmates doivent être rapidement séchés afin d'empêcher la décomposition ou la moisissure. Pour ce faire, selon la méthode usuelle, les stigmates sont tout d'abord séparés sur des écrans à mailles fines qui sont ensuite placés au-dessus de charbon ou de bois brûlant dans un four à foyer ouvert où la température atteint 30 à 35 °C pendant 10 à 12 heures. Après quoi, l'épice sèche est de préférence placée dans un récipient hermétique de verre. Le prix d'achat en grosse quantité de safran de qualité inférieure peut atteindre près de 500 US$ par livre, alors que le prix au détail de petites quantités excède près de dix fois cette somme. Dans les pays occidentaux, le prix au détail revient approximativement à 700 € (1 000 US$) par livre soit 1 550 € (2 200 US$) par kilogramme. Le prix élevé est cependant compensé par les petites quantités requises : quelques grammes tout au plus pour les applications médicales, et quelques stigmates par personne pour l'alimentation (il y a entre 70 000 et 200 000 stigmates dans une livre).

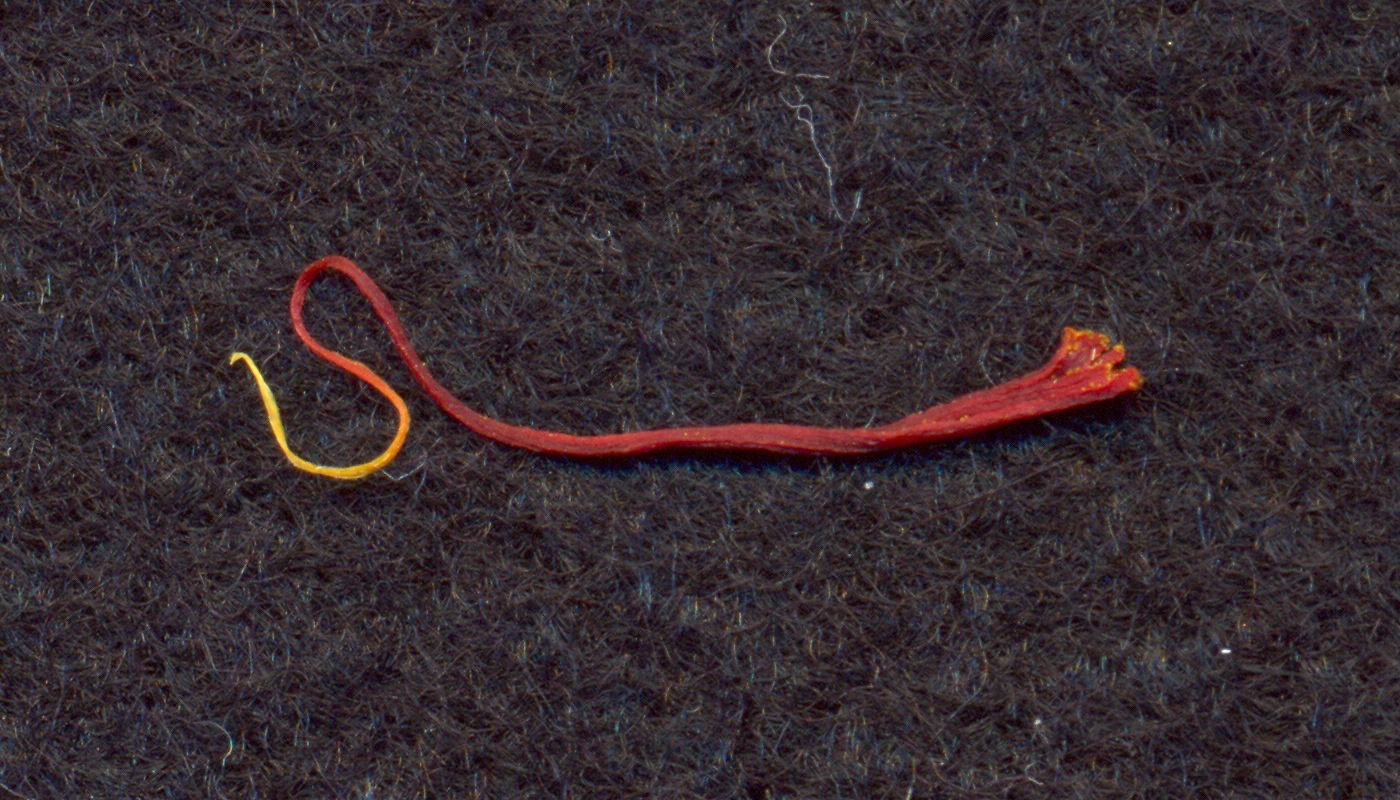
Vue d'un fil de safran grec (longueur d'environ 2 cm).

Les amateurs de safran ont souvent quelques principes de base concernant leurs achats. Ils recherchent des stigmates montrant une coloration cramoisie vive, une légère humidité et une élasticité. Ils rejettent les stigmates, appelés « fils » en cuisine, montrant une coloration rouge brique mate (indicateur d'un âge avancé) et les fils cassés groupés dans le fond du récipient (indicateur d'une sécheresse anormale due à l'âge). On rencontre de tels échantillons âgés autour du mois de juin (saison des récoltes), quand les agriculteurs et les détaillants terminent le stock de la saison précédente avant de commercialiser la nouvelle. Les paysans, grossistes et autres détaillants indiquent l'année de récolte, ou les deux années encadrant celle-ci ; une récolte de 2002 en retard serait indiquée « 2002/2003 ». Le safran est considéré comme l'épice la plus chère du monde.

### Usage culinaire

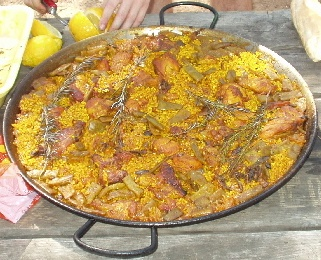
Le safran est l'un des trois ingrédients essentiels de la paella valenciana espagnole, et est responsable de sa couleur jaune-orangé caractéristique.

Le safran possède six propriétés gastronomiques. Réputé pour sa propriété colorante et aromatique, le safran possède encore quatre propriétés méconnues : c'est un antioxydant, exhausteur, harmonisant dynamisant, ce qui lui donne une polyvalence très étendue, couvrant tout le spectre de l'alimentation humaine, ainsi que des effets culinaires très variés, qui rendent l'usage et la maîtrise de cette épice parfois complexe et difficile.
Le safran est très employé dans les cuisines arabe, européenne, indienne, iranienne et d'Asie centrale. Son arôme est décrit par les cuisiniers et les amateurs de safran comme ressemblant au miel, mais avec des notes métalliques. Il apporte aux mets une coloration jaune-orangé. Ces caractéristiques font du safran une épice utilisée dans des plats et des transformations aussi différents que des fromages, des confiseries, certains curry, des liqueurs, des soupes, ou encore des plats de viande. Le safran est utilisé en Inde, Iran, Espagne et d'autres pays en tant que condiment pour le riz.
Dans la cuisine espagnole, il est utilisé dans de nombreux plats comme la paella valenciana, spécialité à base de riz, et la zarzuela, à base de poisson. On en retrouve également dans la fabada asturiana. Le safran est également utilisé dans la bouillabaisse de la Côte d'Azur, une soupe de poissons épicée, le risotto alla milanese italien et le gâteau au safran cornique.
Les Iraniens utilisent le safran dans leur plat national, le chelow kabab (en), ainsi que dans des glaces au safran, alors que les Ouzbeks l'utilisent dans une spécialité à base de riz nommé « plov de mariage » (voir pilaf). Les Marocains, eux, l'utilisent dans leurs tajines, incluant les keftas (boulettes de viande et tomate) ou la mrouzia (plat sucré-salé à base de mouton). Le safran est aussi un ingrédient central dans le mélange d'herbes composant la chermoula qui parfume de nombreux plats marocains. La cuisine indienne utilise le safran dans ses biryanis, plats traditionnels à base de riz, comme la variété Pakki du biryani d'Hyderâbâd. Il est également utilisé dans certains bonbons indiens à base de lait, comme le gulabjaman, le kulfi, le double ka meetha (en), le kesari bhath, ou le lassi au safran, boisson à base de yaourt.
Le safran est également utilisé en confiserie ou dans la préparation de boissons alcoolisées, c'est d'ailleurs sa principale utilisation en Italie. Certains alcools, comme la chartreuse, le gin, l'izarra, ou encore la Strega, se fondent, entre autres, sur le safran pour obtenir un épanouissement de couleur et de saveur. En Suisse, le safran est utilisé dans plusieurs préparations dont la plus connue reste la cuchaule, brioche à base de safran, fabriquée pour la fête de la Bénichon en automne. En Suède, il entre dans la composition des petites brioches typiques que l'on trouve en fin d'année, pour fêter la Sainte-Lucie (lussekatt, saffransbullar ou luciabullar). Dans la Bresse, le fromage de marque « Clon » est parfumé au safran.
Les utilisateurs expérimentés émiettent et pré-imbibent les fils de safran, pendant plusieurs minutes, avant de les ajouter à leurs plats. Ce procédé permet d'extraire la couleur et le parfum dans une phase liquide (eau ou xérès par exemple). Après quoi, la solution est ajoutée au plat avant la cuisson, permettant la bonne distribution du parfum et de la couleur du safran dans le plat, en particulier pour les spécialités cuites au four ou les sauces épaisses>. Le safran en poudre ne nécessite pas cette étape.
À cause de sa valeur, le safran était souvent remplacé, ou mélangé, dans les cuisines traditionnelles avec du carthame des teinturiers (Carthamus tinctorius, que l'on appelle également faux-safran) ou de curcuma (Curcuma longa, appelé également safran des Indes), une plante de la famille du gingembre, dont le rhizome séché donne une poudre jaune entrant usuellement dans la confection de la poudre de curry. Les deux ont des parfums très différents du safran, bien qu'ils imitent parfaitement sa couleur.
Le safran a été apporté par la France en Italie et le risotto alla milanese (risotto à la milanaise) a été inventé par des Français à Milan à la suite du couronnement de Napoléon Ier roi d'Italie à Milan, en 1805. Milan reste encore de nos jours la ville la plus française d'Italie. L'histoire du riz à la milanaise et de la plupart des plats de la cuisine de Milan (osso buco, cotoletta et panettone) est en lien avec la période de la République cisalpine, créée le 27 juin.

### Usage médicinal

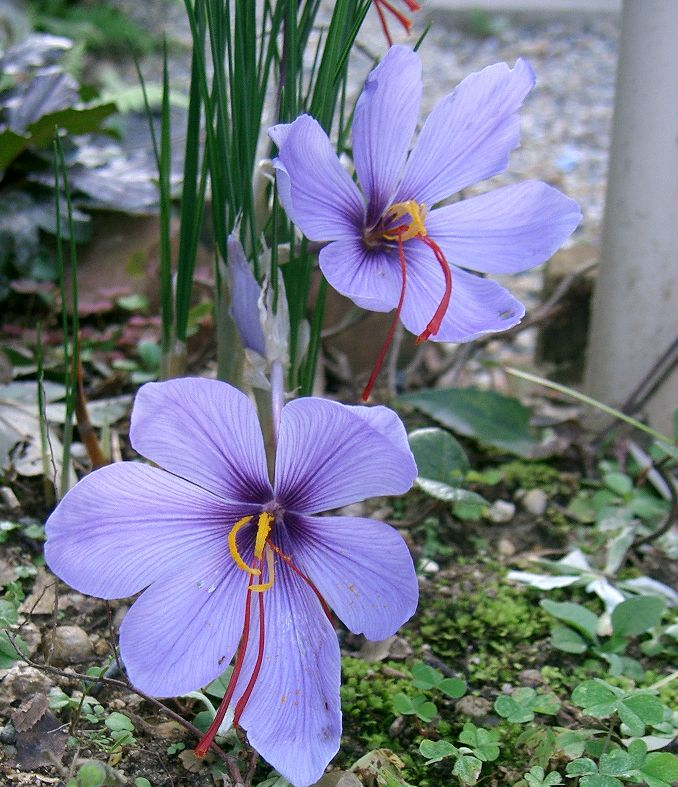
Fleurs de Crocus sativus. De tout temps, elles ont fasciné les médecins et apothicaires qui leur trouvèrent nombres d'applications thérapeutiques plus ou moins réelles.

L'utilisation traditionnelle du safran comme plante médicinale est légendaire. Il a été utilisé pour ses propriétés carminatives et emménagogues par exemple. En Europe médiévale, on utilisait le safran pour traiter des infections respiratoires et maladies comme la toux, le rhume, la scarlatine, la variole, les cancers, l'hypoxie et l'asthme. On le retrouve également dans certains traitements contre les affections sanguines, l'insomnie, la paralysie, les maladies cardiaques, les flatulences, les indigestions et maux d'estomac, la goutte, la dysménorrhée, l'aménorrhée et divers désordres oculaires. Pour les Perses et les Égyptiens, le safran était aussi un aphrodisiaque, un antidote couramment utilisé contre les empoisonnements, un stimulant digestif et un tonifiant pour la dysenterie et la rougeole. En Europe, les adeptes de la « théorie des signatures » interprétèrent la couleur jaune du safran comme un signe d'éventuelles propriétés curatives contre la jaunisse.
Les caroténoïdes du safran ont, dans certaines études scientifiques, montré des propriétés anticancéreuses, antimutagènes et immuno-modulatrices. Le composant responsable de ces effets est la diméthyl-crocétine. Ce composé agit sur un large spectre, aussi bien sur les tumeurs murines (chez les rongeurs) que sur les lignées cellulaires humaines atteintes de leucémie. L'extrait de safran retarde également la croissance des ascites, retarde l'apparition des carcinomes dus au papillomavirus, inhibe les carcinomes squameux, et diminue l'incidence du sarcomes des tissus mous chez les souris traitées. Les chercheurs pensent qu'une telle activité anticancéreuse est principalement due à la diméthyl-crocétine qui empêche certaines protéines, des enzymes connues comme étant des ADN topoisomérases de type II, de lier l'ADN dans les cellules cancéreuses. Ainsi, les cellules cancéreuses deviennent incapables de synthétiser ou répliquer leur propre ADN.
Les effets pharmacologiques du safran sur les tumeurs malignes ont été démontrés lors d'études faites in vitro et in vivo. Le safran allonge la vie de souris dont le péritoine est porteur de sarcomes, plus précisément des échantillons de S-180, de l'ascite du lymphome de Dalton (DLA) et de l'ascite du carcinome d'Ehrlich (EAC). Les chercheurs ont découvert cette propriété lors de l'administration orale de 200 mg d'extraits de safran par kilogramme de masse corporelle de la souris. Les résultats montrent que la durée de vie des souris porteuses de tumeur a été augmentée de respectivement 111 %, 83,5 %, et 112,5 % par rapport aux lignées témoins. Les chercheurs ont également découvert que les extraits de safran sont cytotoxiques pour certaines lignées cellulaires tumorales, comme le DLA, EAC, P38B et S-180, cultivés in vitro. Ainsi, le safran a montré d'intéressantes propriétés en tant que nouveau traitement alternatif pour un certain nombre de cancers.
En plus des propriétés anticancéreuses, le safran est également un antioxydant. Cela signifie que, comme un agent « anti-âge », il neutralise les radicaux libres. Les extraits méthanoliques, en particulier, du safran, neutralisent à un taux important les radicaux DPPH (nomenclature de l'UICPA : 1,1-diphényl-2-picrylhydrazyle). Ceci est dû à la donation au DPPH de protons par deux agents actifs du safran, le safranal et la crocine. Ainsi, à des concentrations allant de 500 à 1 000 ppm, la crocine permet la neutralisation de respectivement 50 % et 65 % des radicaux. Le safranal montre néanmoins un taux de neutralisation plus faible que celui de la crocine. Ces propriétés donnent au safran un avenir dans la fabrication d'antioxydants dans l'industrie pharmaceutique et cosmétique, ou encore, en tant que supplément alimentaire.
Le safran peut exercer un rôle protecteur contre les troubles neurologiques et psychiatriques et représente un traitement relativement favorable et sûr.
Cependant, ingéré à dose suffisamment élevée, le safran est létal. Plusieurs études sur des animaux montrent que DL50 du safran (ou dose létale 50, dose à laquelle 50 % des sujets de tests meurent d'une overdose) est 20,7 g/kg quand il est délivré en décoction,.

### Coloration et parfumerie

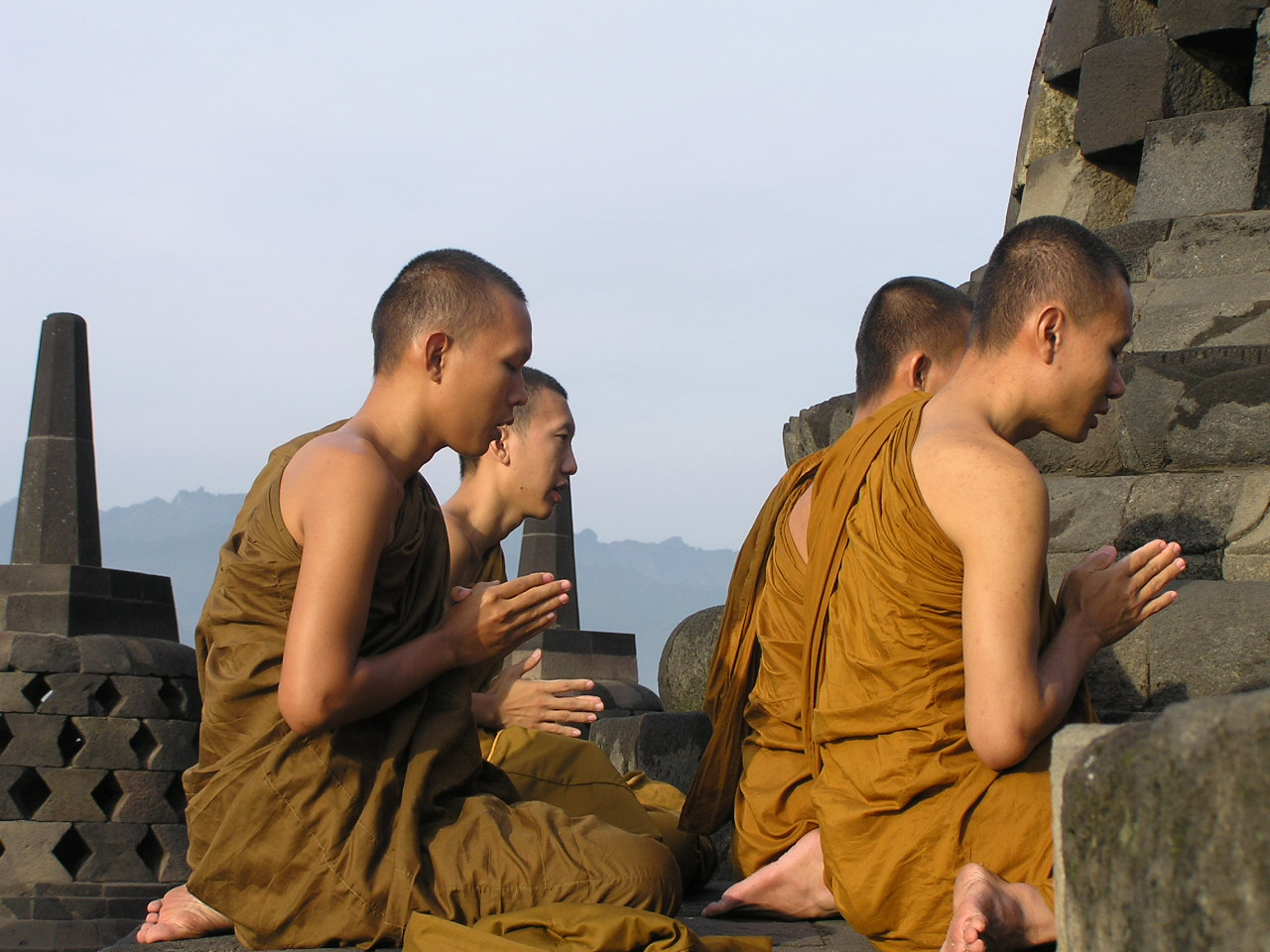
Le clergé bouddhiste, comme ces moines indonésiens du temple de Borobudur sur l'île de Java, porte traditionnellement des robes de couleur safran, mais teintées le plus souvent au curcuma.

Malgré son coût élevé, le safran a été également utilisé pour mettre au point des colorants, en particulier en Chine ou en Inde. Les stigmates de safran, même en faible quantité, produisent une lumineuse couleur jaune orangée. Plus la quantité de safran utilisée est importante, plus la couleur du tissu dérive vers le rouge. Cette couleur est néanmoins instable, en effet, l'intense jaune-orangé se dégrade rapidement en un jaune pâle et crémeux. Traditionnellement, seules les classes nobles portaient des vêtements teints au safran. Celui-ci portait ainsi une signification rituelle et hiérarchique. En Europe médiévale, les Irlandais et les Écossais des Highlands portaient un long tricot de toile connu sous le nom de léine, qui était traditionnellement teint grâce au safran[réf. à confirmer].
Il y eut de nombreuses tentatives pour remplacer le coûteux safran par un colorant meilleur marché. Les habituels produits de substitution du safran en cuisine, comme le curcuma, le carthame ou encore d'autres épices, permettent l'obtention d'une coloration jaune intense qui ne correspond pas exactement à celle obtenue avec le safran. Néanmoins, le principal constituant responsable de la couleur du safran, la crocine flavonoïde, a été découvert dans le fruit du gardénia, nettement moins cher à cultiver. Il est d'ailleurs actuellement utilisé en Chine comme colorant de substitution du safran.
Le safran a également été employé pour ses seules propriétés aromatiques. En Europe, par exemple, des fils de safran ont été traités et combinés avec des ingrédient tels que de l'orcanette, du sang-dragon (pour la couleur), et le vin (pour la couleur), pour produire une huile aromatique connue sous le nom de crocinum. Le crocinum était ensuite appliqué sur les cheveux pour les parfumer. Une autre préparation, comportant un mélange de safran et de vin, était utilisée dans les théâtres romains pour rafraîchir l'air.

## Classification et falsification

### Classification
| Classification du safran catégories standards (ISO 3632) | Classification du safran catégories standards (ISO 3632)                       |
| -------------------------------------------------------- | ------------------------------------------------------------------------------ |
| Catégorie ISO                                            | Absorbance de la crocine valeur de ({\displaystyle A_{\lambda }}) (à λ=440 nm) |
| I                                                        | > 190                                                                          |
| II                                                       | 150–190                                                                        |
| III                                                      | 110–150                                                                        |
| IV                                                       | 80–110                                                                         |
| Source: Tarvand (2005b)                                  |                                                                                |

Le safran est classé en fonction de sa qualité. Celle-ci est fixée par des mesures photométriques effectuées en laboratoire et permettant de déterminer la concentration en crocine (couleur), en picrocrocine (goût) et en safranal (parfum). D'autres mesures peuvent être faites sur le contenu floral restant (fleur moins les stigmates), ou sur le contenu étranger, comme la matière inorganique (« cendres »). Plusieurs pays possèdent leurs propres normes de qualité du safran, dont la France avec les normes NF V32-120-1 et NF V32-120-2, et l'Iran avec la norme ISIRI 259-2. Afin d'uniformiser au niveau mondial la classification du safran, l'Organisation internationale de normalisation a établi diverses catégories standards de safran, regroupées sous la norme ISO 3632. Elle propose quatre classes empiriques fixées en fonction de l'intensité de la couleur : IV (qualité faible), III, II et I (qualité supérieure). Les échantillons de safran sont classés dans ces catégories en fonction de la concentration en crocine, qui est déterminée par une mesure de l'absorbance spectroscopique. Selon la loi de Beer-Lambert, celle-ci est définie par {\displaystyle A_{\lambda }=-\log(I/I_{0})}, où {\displaystyle A_{\lambda }} symbolise l'absorbance. C'est la mesure de la transparence d'une substance donnée ({\displaystyle I} est l'intensité de la lumière passant à travers l'échantillon, et {\displaystyle I_{0}} l'intensité du faisceau incident) pour une longueur d'onde précise.
Pour le safran, l'absorbance de la crocine est déterminée sur un échantillon séché et pour une lumière de longueur d'onde de 440 nm. Une importante absorbance à cette longueur d'onde implique une importante concentration en crocine et donc une couleur intense. Ces données sont mesurées dans divers laboratoires certifiés tout autour du monde. Les résultats obtenus permettent de classer le safran selon son absorbance, une valeur inférieure à 80 pour la catégorie IV, supérieure à 190 pour la catégorie I. L'échantillon le plus fin du monde a atteint une absorbance record de 250. Les prix du marché suivent directement les scores obtenus lors de ces tests. Cependant, beaucoup de cultivateurs, de marchands et de consommateurs rejettent ces résultats scientifiques. Ils leur préfèrent une méthode plus holistique qui juge le safran dans son entier, goût, arôme, parfum et d'autres caractéristiques similaires à celles utilisées par les amateurs de vin.

### Falsification

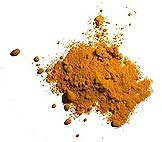
La poudre de curcuma est parfois utilisée pour couper le safran en poudre.

Malgré les tentatives de contrôle de la qualité et leur standardisation, l'histoire du safran est entachée par de nombreuses falsifications qui perdurent aujourd'hui, en particulier pour les catégories les moins chères. Elle est mentionnée la première fois en Europe, au Moyen Âge, lorsque les coupables de falsifications étaient exécutés selon le code Safranschou.
Les diverses méthodes de falsification consistent principalement en un mélange avec une substance étrangère, comme de la betterave, des fibres de grenade, des fibres de soie teintes en rouge ou les étamines jaunes inodores et insipides du safran. C'est cependant le safran en poudre qui est le plus falsifié avec du curcuma, du paprika, du saflor et d'autres poudres utilisées pour le couper. Le curcuma, qui partage seulement avec le safran son pouvoir colorant en orange, est d'ailleurs appelé safran des Indes ou safran du pauvre mais il y a tromperie lorsqu'on le nomme safran pei (safran local en créole) ou simplement safran.
La falsification peut aussi consister en la vente de mélanges de safran de grades différents. Ainsi, en Inde, le safran de haute qualité produit au Cachemire est souvent vendu mélangé à des safrans venus d'Iran, nettement moins chers, ce mélange étant ensuite vendu comme provenant totalement du Cachemire. Cette falsification a beaucoup coûté aux cultivateurs cachemiris qui voient leur production s'effondrer,.

## Culture et mythologie
La mythologie grecque prête au safran une origine divine : Krokos, ami d’Hermès, fut frappé au front d’une blessure mortelle pendant un lancer du disque avec le dieu de l’Olympe. Son sang s’écoula dans la terre d’où il resurgit plus tard sous la forme des stigmates rouge sang de la fleur de safran. Et dans la mythologie romaine, Ovide évoque Crocus, un petit garçon amoureux de la jeune Smilax, qui fut métamorphosé en fleur de safran par la force de l’amour.